# Gustav Loretan
Gustave Loretan, né le 3 novembre 1848 à Loèche-les-Bains (originaire du même village) et mort le 24 juillet 1932, est un juriste et homme politique valaisan. Membre du parti catholique conservateur, il est conseiller aux États puis conseiller national, et participe notamment à l'élaboration du Code civil suisse. 

## Biographie
Gustave (en allemand Gustav) Loretan naît à Loèche-les-Bains, dont sa famille est originaire, de Joseph, notaire et juge cantonal et Josefine Gattlen. Il étudie à l'école cantonale de droit à Sion, puis aux universités de Munich et Heidelberg. Il obtient en 1874 un doctorat en droit, commencé trois ans plus tôt, et devient ensuite avocat et notaire en Valais. De 1876 à 1877, il est vice-président du tribunal de district de Loèche, puis juge d'instruction du même district jusqu'en 1907. Il est cette année nommé juge et vice-président de la cour d'appel et de cassation, qui devient en 1909 le Tribunal cantonal. 
En parallèle, il est membre de la commission d'experts chargée de la préparation du Code civil suisse, et il rédige après son adoption la loi d'application valaisanne de ce même code. 
Il épouse Lina de Werra (1859-1947). Ils ont 8 enfants, dont Raymond, qui deviendra conseiller d'État.

## Parcours politique
Gustave Loretan s'engage dans le parti catholique conservateur. Il est député au Grand Conseil valaisan de 1877 à 1913. Dans le même intervalle, il est élu Conseiller aux États et siège de 1885 à 1895. 
À la suite du décès de Hans Anton von Roten en 1895, Loretan est désigné pour lui succéder au Conseil national,. Il siège pendant quatre législatures jusqu'en 1908, où il ne se représente pas pour raisons de santé,. Lors de l'élection de remplacement de Joseph Zemp au Conseil fédéral, il reçoit sept voix au premier tour.